# سیارک ۱۳۳۰۰۷
سیارک ۱۳۳۰۰۷ (به انگلیسی: 133007 Audreysimmons، نامگذاری:2002TB317)۱۳۳۰۰۷مین سیارک کشف شده‌است که در ۰۵ اکتبر ۲۰۰۲ کشف شد.